# Ценово блато
Ценово блато е блато, разположено северно от село Ценово, до река Янтра. През лятото водата намалява и блатото се разделя на две части, по-голямата с площ 146 дка, а по-малката 96,4 дка, с обща площ около 243 дка. Представлява сърповидно по форма заблатено старо дере. Образуването му е свързано с промяната на положението на речното корито на р. Янтра, вследствие действието на ерозията и натрупването на речни наноси. Обявено е за публична държавна собственост. Използва се за любителски риболов.